# Partido judicial de Gata
El partido judicial de Gata fue uno de los trece partidos judiciales tradicionales, de la provincia de Cáceres en la región de Extremadura (España). Fue constituido a principios del siglo XIX con 18 municipios.

## Geografía
Estaba situado en el centro de la provincia, lindando al norte con la provincia de Salamanca; al sur con los partidos de Coria y de Alcántara; el este con los de Plasencia y de Granadilla; al oeste con Portugal. Hoyos pasaría a ser cabeza de partido judicial en 1840. Todos sus municipios pertenecían a la comarca de Sierra de Gata:
Formaban parte de él los ayuntamientos de Acebo, Cadalso, Cilleros, Descarga-María, Eljas, Gata, Hernán-Pérez, Hoyos —la cabeza de partido— Perales, Robledillo, San Martín de Trevejo, Torrecilla, Torre de Don Miguel, Trevejo, Valverde del Fresno, Villamiel y Villas-Buenas.